# Gosztonyi János (rendező)
Gosztonyi János (Budapest, 1926. július 9. – Budapest, 2014. március 5.) Jászai Mari-díjas és Aase-díjas magyar színész, rendező, érdemes művész, drámaíró, dramaturg, egyetemi tanár.

## Életpályája
Geiringer Ödön (1881–1951) kereskedelmi alkalmazott és Tandlich Blanka fia. Holokauszt-túlélő. 1945–1949 között a Színművészeti Főiskola hallgatója volt. 1949–1960 között a Nemzeti Színházhoz szerződött színészként. 1950-től tanított beszédet a Színház- és Filmművészeti Főiskolán, valamint az egyetem docense is volt. 1960–1962 között az Állami Déryné Színház dramaturgja volt. 1962–1976 között a Thália Színház rendezője volt. 1976-tól 10 évig a Radnóti Színpad főrendezője volt. 1989-ben vonult nyugdíjba.
A Fiumei úti sírkertben nyugszik (41-1-17). Sírjának képe.

## Színpadi szerepei
- Lev Tolsztoj: Anna Karenina....Kapus segéd
- Rahmanov: Viharos alkonyat....Második diák
- Mihail Davidoglu: Bányászok....Dobarcan
- William Shakespeare: Macbeth....3. gyilkos
- Mikszáth Kálmán: A Noszty fiú esete Tóth Marival....1.legény
- Virta: Kárhozottak összeesküvése....Kuctov
- Lavrenyov: Amerika hangja....Stevens katona
- Trenyov: Ljubov Jarovája....Írnok
- Háy Gyula: Az élet hídja....Révi Tibor mérnök
- Fu-Ko: Harcban nőtt fel....Kultúrfelelős
- Gogol: A revizor....Pincér
- William Shakespeare: Hamlet....Osrich
- Visnyevszkij: Feledhetetlen 1919....Nyekludov
- Illyés Gyula: Az ozorai példa....Titkár
- William Shakespeare: Sok hűhó semmiért....Konrád
- Csiky Gergely: Buborékok....Chupor Aladár
- William Shakespeare: Othello....3. nemes; Othello
- Pathelin mester....A bíró
- Madách Imre: Az ember tragédiája....Artúr
- Makszim Gorkij: Az anya....Tiszt
- William Shakespeare: III. Richárd....Dorset márki
- Jean-Paul Sartre: Főbelövendők klubja....Charivet
- Németh László: Galilei....Titkár
- Gádor Béla: Lyuk az életrajzon....Baranyai
- Arthur Miller: Az ügynök halála....Stanley
- William Shakespeare: Antonius és Kleopátra....Silius
- Bertolt Brecht: Állítsátok meg Arturo Uit!....Ignatius Dollfoot
- Shaw: Genf, 1938....A vőlegény
- Racine: Britannicus....Narcissus
- Fejes Endre: Rozsdatemető....Kolisch ügyvéd
- Jean-Paul Sartre: Az Ördög és a Jóisten....Tetzel
- Samuel Beckett: Godot-ra várva....Lucky
- Malraux: A remény....Astray
- Franz Kafka: A fegyenctelepen....Az utazó
- Franz Kafka: Az átváltozás....Albérlő
- Aszlányi Károly: Amerikai komédia....Morning
- Kürti András: Pulykák....Tanka Róbert
- Gosztonyi János: A festett király....Gosztonyi János püspök
- Werich–Voskovec: Hóhér és bolond....Vasco de Herente
- Márton-Gozsdu: Lepkék a kalapon....Baán Gábor
- Shaw: Johanna....Hóhér
- Mann: Kék angyal....Igazgató
- Franz Werfel: Jacobowsky és az ezredes....Kockajátékos
- Marlowe: Doktor Faustus tragikus históriája....Egy aggastyán
- Csiky Gergely: Ingyenélők....Klimóczi Emdre
- Georg Büchner: Leonce és Léna....Az államtanács elnöke
- Makszim Gorkij: Éjjeli menedékhely....Tatár
- Molière: Az úrhatnám polgár....Filozófia tanár
- Bernard-Marie Koltés: Roberto Zucco....A bánatos felügyelő
- William Shakespeare: Szentivánéji álom....Théseus
- Csehov: Három nővér....Ferapont
- William Shakespeare: Rómeó és Júlia....János barát
- Molière: A fösvény....A rendbiztos
- Parti–Nagy: Tisztújítás....Zabfalussy
- Steinbeck: Édentől keletre....Orvos
- William Shakespeare: Ahogy tetszik....Ádám

## Színházi rendezései
- Csokonai Vitéz Mihály: Tempefői (1963)
- Jean Racine: Britannicus (1963)
- Saul Levitt: Parancsra tettem (1964)
- Thália kabaré (1964)
- Martti Larni: A negyedik csigolya (Mr. Finn Amerikában) (1965)
- Rolf Hochhuth: A helytartó (1966)
- Kafka: A per (1966)
- Goethe: Torquato Tasso (1967)
- Görgey Gábor: Komámasszony, hol a stukker? (1968)
- Farkas László: A költészet napja 1968. (1968)
- Ernest Hemingway: Akiért a harang szól (1969)
- Boldizsár Miklós: Szerelmesek a város felett (1969)
- Fekete Sándor: Őserdei Szümpozion (vagyis Lakoma két terítékben) (1970)
- Gosztonyi János: A nagy lehetetlen (1971)
- Gosztonyi János: A néma énekesnő (1971)
- Joseph Heller: Irány New Heaven (1971)
- Csokor: Isten veled Monarchia (1973)
- Friedrich Schiller: Stuart Mária (1973)
- Galsai Pongrác: Egy hipochonder emlékiratai (1974)
- Ödön von Horváth: Don Juan visszatér (1975)
- Wolker–Novomsky–Stehlik: Bizakodva (1976)
- Békés József: Vonalra várva (1976)
- Miroslav Stehlik: A bizalom vonala (1976)
- Jonas Marcinkevičius: A székesegyház (1977)
- Ion Baiesu: Az eltűnt értelem nyomában (1978)
- Voltaire: Candide (1978)
- Krúdy Gyula: K-R-Ú-D-Y, avagy békeidők szép emléke (1979)
- Nagy Lajos: Budapest Nagykávéház (1980)
- Stephen Poliakoff: És te, szépségem... (1981)
- Jaan Kross: Mint a villámcsapás (1982)
- Nicolas Guillén: Este kell a szerelem (1982)
- Kafka: A fegyenctelepen (1983)
- Kafka: Az átváltozás (1983)
- Franz Kafka: Beszámoló az Akadémiának (1983)
- Molnár Ferenc: Ibolyák (1983)
- Nestroy–Heltai-Novák: Lumpáciusz Vagabundusz vagy a három jómadár (1984)
- Weöres Sándor: Bolond Istók (1984)
- Szomory Dezső: Takács Alice (1985)
- Kaposy Miklós: Reggelre ne feledd a pénzt (1985)
- Molière: Tudós nők (2001)
- Tábori György: Peep Show (2008)

## Művei

### Drámák
- Columbus (1956)
- Rembrandt (1958)
- Az ötödik parancsolat (1959)
- Tiszta szívvel (1961)
- Európa elrablása (1962)
- A sziget (1966)
- Dániel és a krokodilok (1968)
- A nagy lehetetlen (1970)
- A néma énekesnő (1970)
- Az Ökör (1982)
- Fűszál a homokon (1982)
- A festett király (1985)
- Egernek csillaga (1985)
- Andrássy út 60. (1988)
- Manézs (1990)
- Íróasztalok (Andrássy út 60.) 2. rész (1990)
- Bohócok (1994)
- Kabaré Hungária (1995)
- Engram (1996)
- ...és ez az ici-pici mind megette (1997)
- Egyszer volt Pesten... (1997)
- Másodszor is Mohács (1998)
- A köd (1998)
- Lim-lomok (2001)
- Betörők (2002)
- A porond (2004)
- Magyarok
- Kalandorok
- Farsang
- Akvárium
- A mi K. Józsink
- Habarcs a szívben
- Amore
- Bűvölet

### Prózák
- Páris ítélete (1973)
- Láttalak, elmeséllek. Arcképek és emlékezések (2005)
- És téged is láttalak, és téged is elmeséllek. Színházi portrék (2006)
- Életálmok (2007)
- Zsákpapírok; Argumentum, Budapest, 2009
- Az elvarázsolt hegy; Argumentum, Budapest, 2011

### Irodalmi adaptációk
- Egy pici törékeny állat (1989)
- Az utazás (1998)

### Zenés darabok
- Európa elrablása (musical)
- Kilenc (1975)

## Filmjei

### Játékfilmek
- Semmelweis (1952)
- Mese a 12 találatról (1956)
- Szemed a pályán! (1959)
- Álmatlan évek (1959)
- Fűre lépni szabad (1960) – Feltaláló
- Sínek között (1962)
- Az utolsó vacsora (1962)
- Kártyavár (1967)
- Szemüvegesek (1969) – Schubert
- A halhatatlan légiós, akit csak péhovárdnak hívtak (1971)
- A legszebb férfikor (1972) – Korniss
- A magyar ugaron (1973)
- Kojak Budapesten (1980)
- Anna (1981)
- Viadukt (1983) – Seydlitz
- Szerencsés Dániel (1985)
- Isten veletek, barátaim (1987)
- Az agglegény (1990)
- Mesmer (1994)
- Ébredés (1995)
- Alfred (1995)
- Hazudós Jakab (1999)
- The Porter (2004)

### Tévéfilmek
- Bors (1968)
- Egy óra múlva itt vagyok (1971)
- Különös vadászat (1972)
- Utazás a Holdba 1-3. (1974)
- Szép maszkok (1974)
- Bach Arnstadtban (1975)
- Robog az úthenger 1-6. (1976)
- Megtörtént bűnügyek Iskolatársak voltak című rész (1977)
- Negyedik forduló (1978)
- Zokogó majom 1-5. (1978)
- Kaptam-csaptam (1980)
- A sipsirica 1-2. (1980)
- Karcsi kalandjai (1980)
- Faustus doktor boldogságos pokoljárása (1982)
- A tönk meg a széle (1982)
- Három kövér (1983)
- Linda (1989)
- The Josephine Baker Story (1991)
- Maigret (1992)
- Kutyakomédiák (1992)
- Kisváros (1993)
- Rádióaktív BUÉK (1993)
- Família Kft. (1995)
- Raszputin (1996)
- Mária, Jézus anyja (1999)
- A Pál utcai fiúk (2003)

## Díjai, elismerései
- Finn Oroszlán Lovagrend első fokozata (1970)[7]
- Jászai Mari-díj (1972)
- Érdemes Művész (1989)[8]
- Aase-díj (2015)
- Paulay Ede-díj (2011)